# 國立臺灣大學生物資源暨農學院
國立臺灣大學生物資源暨農學院，簡稱台大生農學院、台大生資農院，前身為1928年成立的台北帝國大學理農學部。1943年，理農學部成為理學部與農學部兩部，遂更名台北帝國大學農學部。1945年，國民政府來台，接收台北帝大財產及校舍，校名更改為「國立台灣大學」，院名則為「農學院」。2002年，因應台灣農業轉型，院名更改為「生物資源暨農學院」。
台大生農學院課程包含基礎生物學、生命科學理論，以及關於提高生產與生物保護的各種應用技術，目標為培養學生對於生命現象的理解，和建立生物技術的實際知識。

## 歷史

### 日治時期
1928年，台北帝國大學成立，設有理農學部，最初預定設立動物學、植物學、地質學、氣象學、化學、生物化學六個講座；1924年成立之台北高等農林學校實驗農場改隸為台北帝國大學實驗農場。
同月底增設昆蟲與養蠶學講座、植物病理學講座、農藝化學講座、應用菌學講座；同年底增設熱帶農業之園藝學與農業經濟學、農產製造之製糖化學及農業工學四講座。隔年正式成立動物學講座。
1930年增設畜產學講座與熱帶農業之作物學講座與育種學講座。
1937年成立山地實驗農場。
1940年，農產製造之製糖化學分為製糖化學與釀造學兩講座。
1943年理農學部各自分離，設立家畜衛生與家畜病理，隔年增設家畜內科與外科兩講座。

### 國民政府來台後
1945年，台北帝大由國民政府接收，成立畜牧獸醫學系；農業工學講座改名農業工學系；熱帶農業講座分設成立園藝學系；農藝化學講座合併部分講座成立農業化學系。
1946年作物學講座、育種學講座及工藝作物學講座結合為農藝學系，初期有作物與育種兩研究室，後設立生物統計研究室。
1947年成立森林學系，農業化學系成立研究所碩士班，成立農業生物學系暨研究所，並分設「昆蟲學組」與「植物病理學組」。
1949年農業工學系改名農業工程學系，下分「機械組」與「水利組」；農業生物學系改名植物病蟲害學系，農業經濟學講座改為學系。
1951年，植病系暨研究所分設植物病理組與昆蟲組。
1955年，畜牧獸醫學系分設「畜牧組」與「獸醫組」；家畜醫院成立。
1956年，農化系分設「農產製造組」與「土壤肥料組」；農藝系成立碩士班。
1957年農藝系成立種子研究室。
1959年，獸醫組獨立成系。
1960年成立農業推廣學系。
1964年，森林系成立研究所碩士班，分設「育林組」、「森林經理組」、「林產組」、「樹木組」四組；農業陳列館開幕。
1967年森林系學士班分「育林組」、「森林經營組」、「森林工業組」、「森林植物組」等四組。
1968年獸醫學系成立碩士班；農化系成立博士班；農化研究所分為「土壤肥料」、「農產製造」、「生化營養」三組。
1969年畜牧系成立研究所碩士班；農藝系設立博士班。
1974年森林系成立博士班。
1976年成立食品科技研究所。
1977年獸醫學系成立博士班。
1981年畜牧系成立研究所博士班。
1987年森林系研究所樹木組與大學部森林植物組改稱為「森林資源保育組」。
1991年森林研究所森林經理組及本系之森林經營組，改稱為「資源管理組」。
1992年，畜牧學系改名畜產學系。
1994年農業化學研究所分為「土壤環境與植物營養」、「生物工業化學」、「生物化學」、「微生物學」、「營養科學」五組。
1997年，家畜醫院更名「動物醫院」。
1998年植病系兩組獨立成系，為植物病理學系與昆蟲學系。

### 走入21世紀
2000年，農業工程學系兩組獨立成系，分生物產業機電工程學系與生物環境系統工程學系。
2002年，舊家畜醫院拆除；實驗農場改名台大生農學院附屬農業試驗場。
2003年，植病系改名植物病理與微生物學系，農化系農製組改名生化科學系，並與研究所的微生物組及生物化學組一同調至生命科學院。
2004年森林系更名為森林環境暨資源學系，並取消大學部分組，課程分設「森林生物」、「森林環境」、「生物材料」、「資源保育及管理」等四個學群。
2005年畜產學系更名動物科學技術學系。
2006年成立生物科技研究所。
2008年農推系改名生物產業傳播暨發展學系；獸醫專業學院成立。
2011年園藝系更名園藝暨景觀學系；成立植物醫學碩士學程。
2019年生物產業機電工程學系更名生物機電工程學系。

## 組織
目前生農學院有12個學系、1個學士學程、1個碩士學程、3個研究所，及1個專業學院：
- 農藝學系
- 生物環境系統工程學系
- 農業化學系
- 植物病理與微生物學系
- 昆蟲學系
- 森林環境暨資源學系
- 動物科學技術學系
- 園藝暨景觀學系
- 農業經濟學系
- 生物產業傳播暨發展學系
- 生物機電工程學系
- 生物科技與食品營養學士學位學程（籌備中）
- 植物醫學碩士學位學程
- 食品科技研究所
- 生物科技研究所
- 獸醫專業學院
  - 獸醫學系
  - 臨床動物醫學研究所

生農學院轄下的附設單位則有：
- 農業試驗場
- 實驗林管理處
- 山地實驗農場
- 動物醫院
- 農業陳列館
- 水工試驗所
- 智慧農業教學與研究發展中心
- 農業推廣委員會
- 多元健康領域教學推動中心
- 植物教學醫院

## 建築

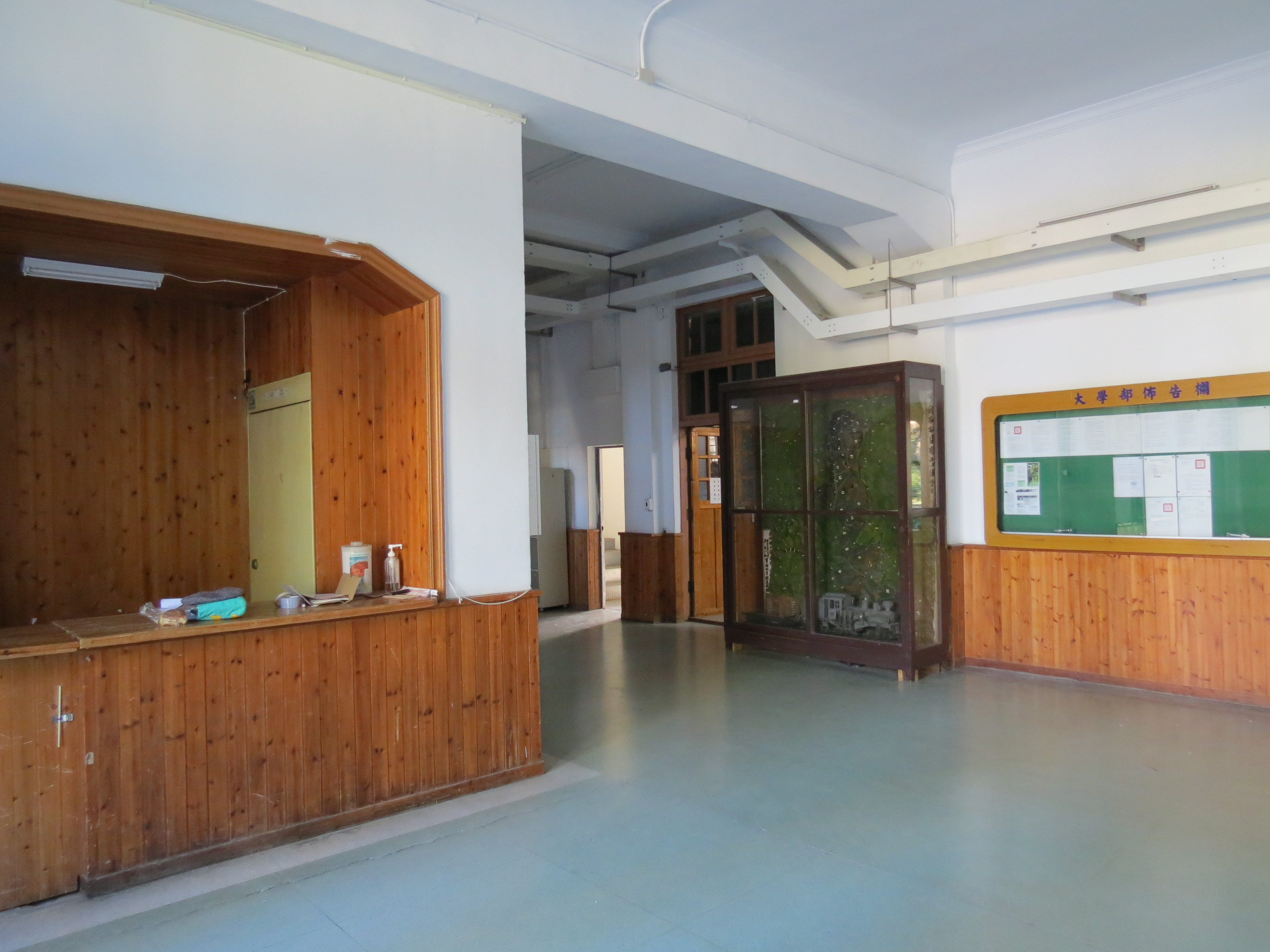
台大森林系館
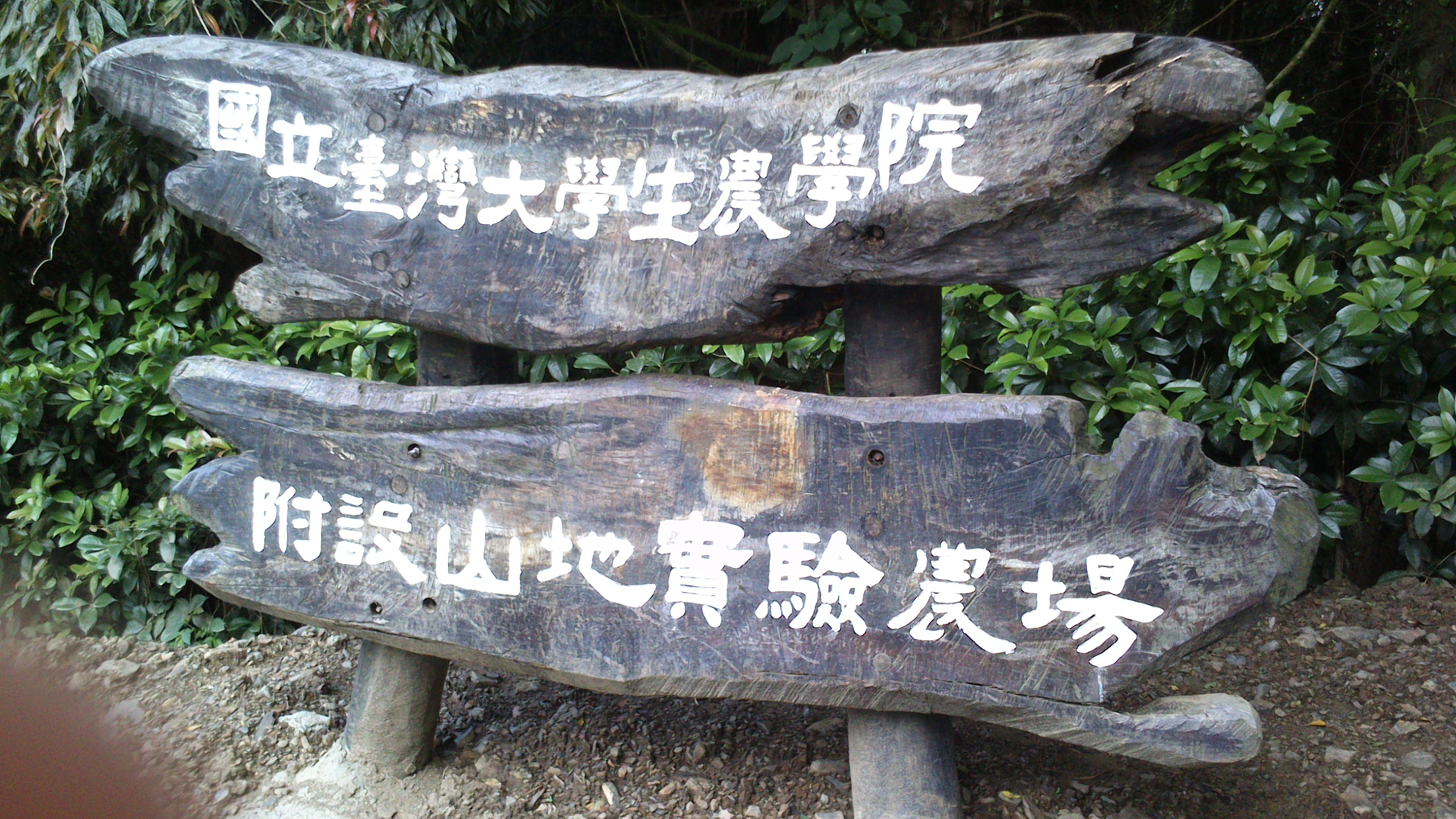
臺大生農學院附設山地實驗農場的標示
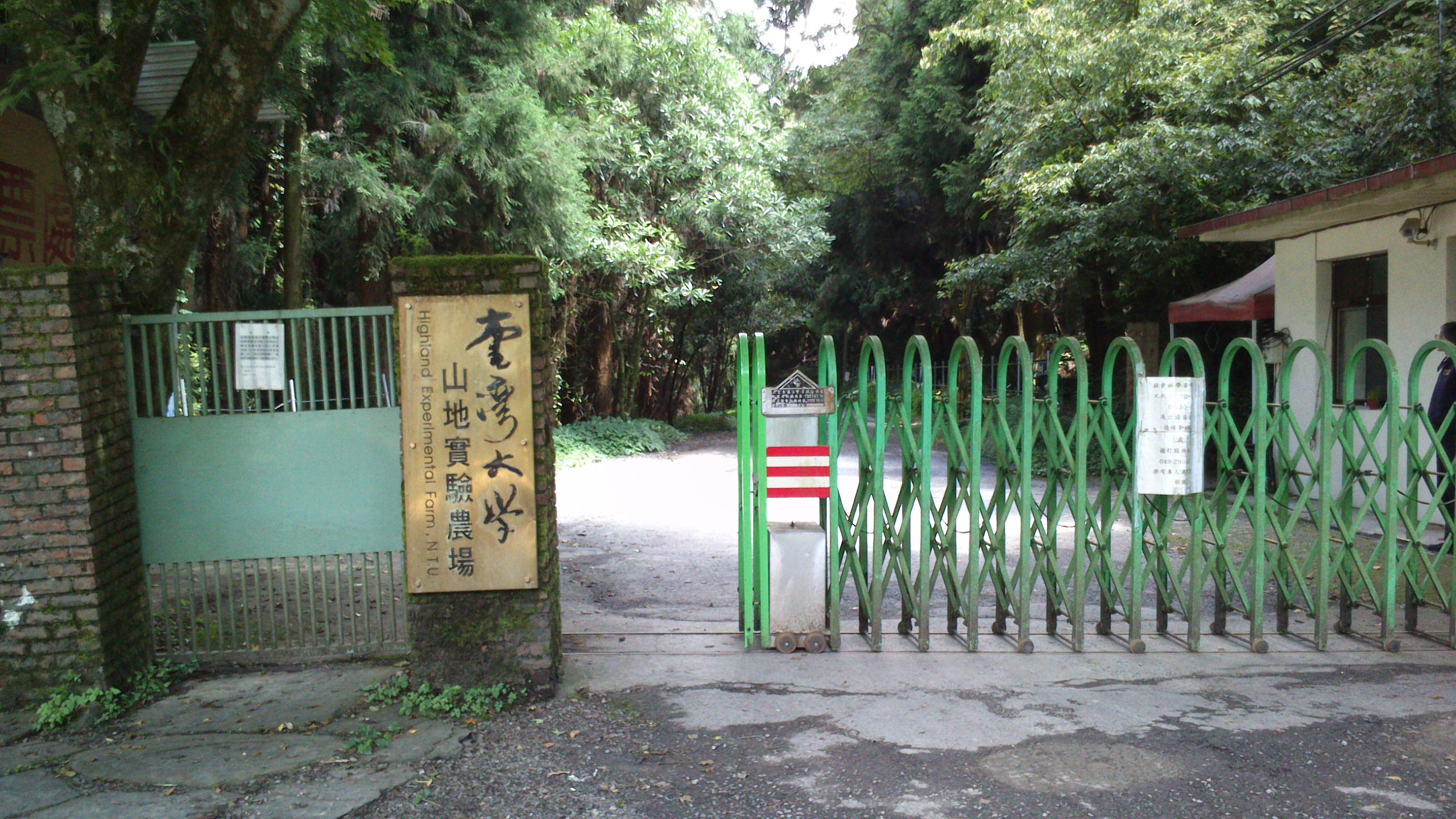
臺大生農學院附設山地實驗農場的大門
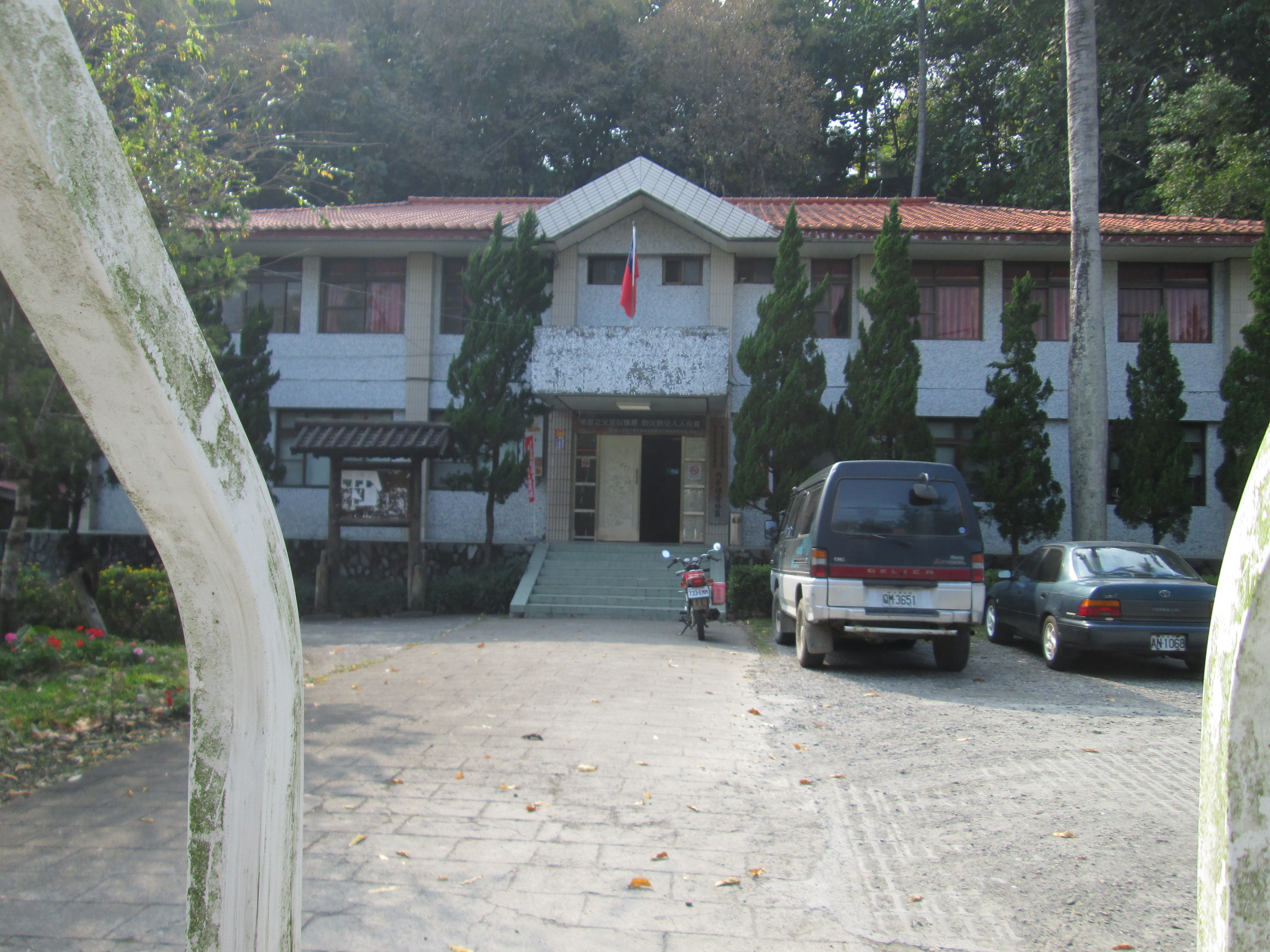
台大實驗林管理處，於茅埔營林區的辦公室
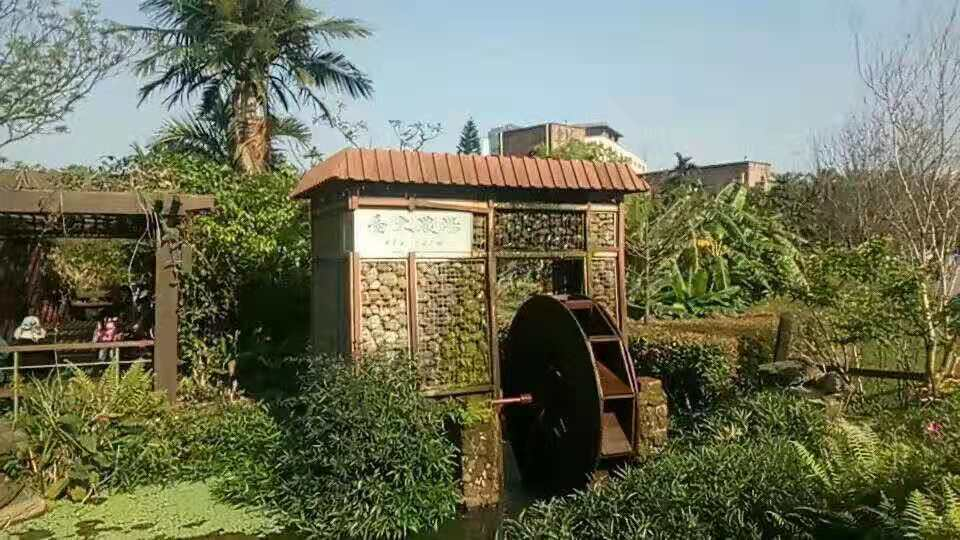
台大農場
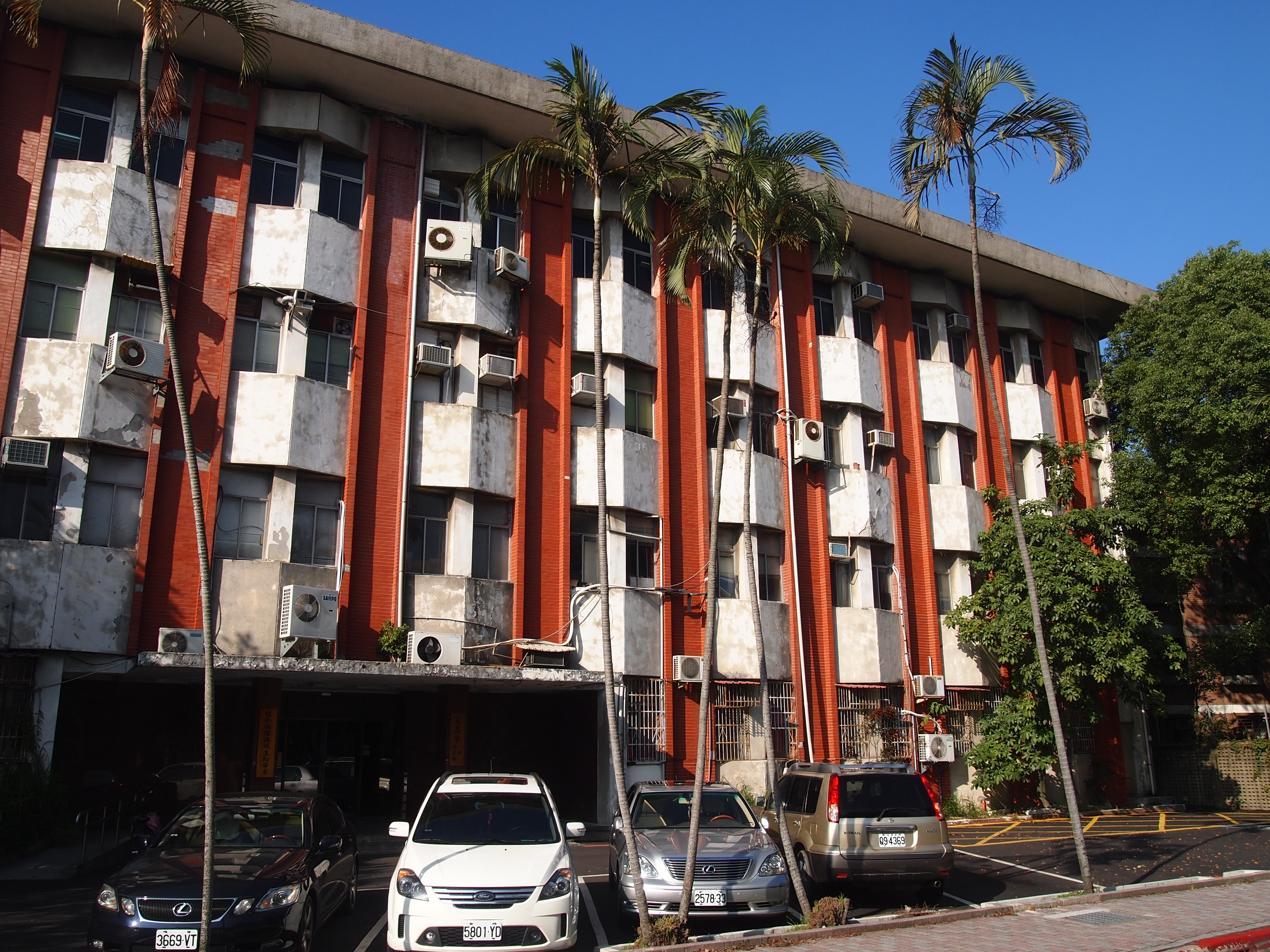
中非大樓
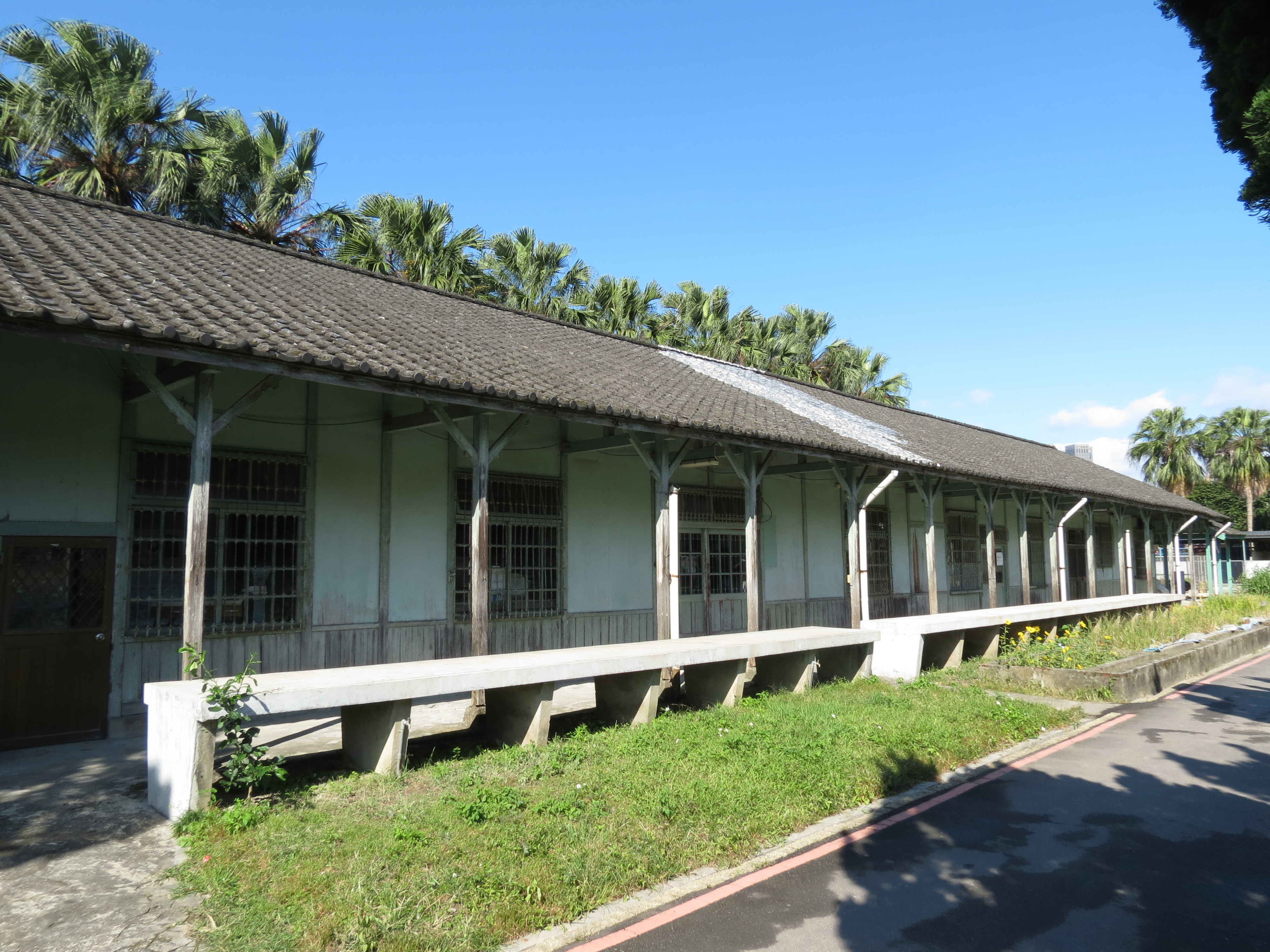
磯永吉小屋
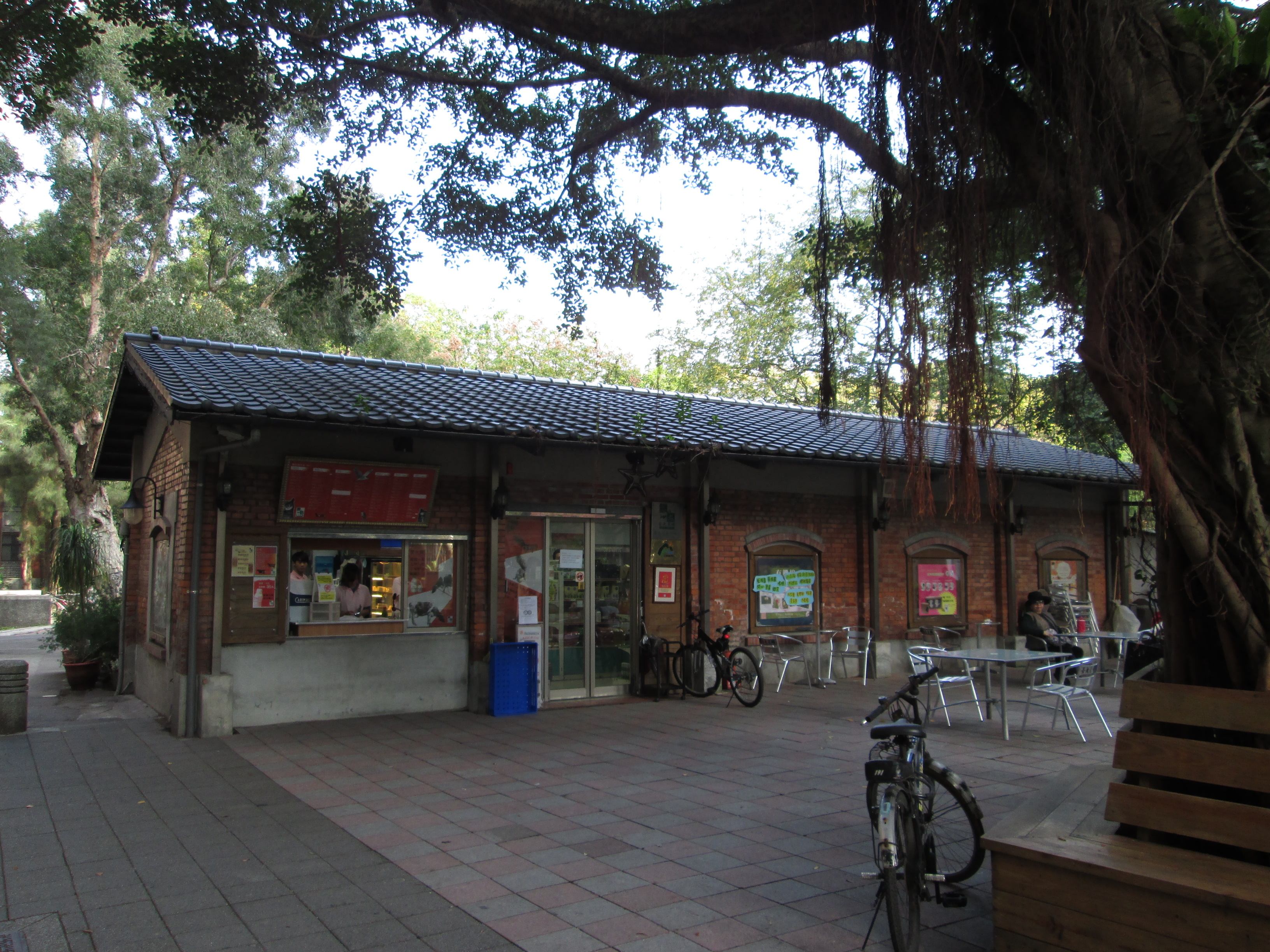
農產品展示中心
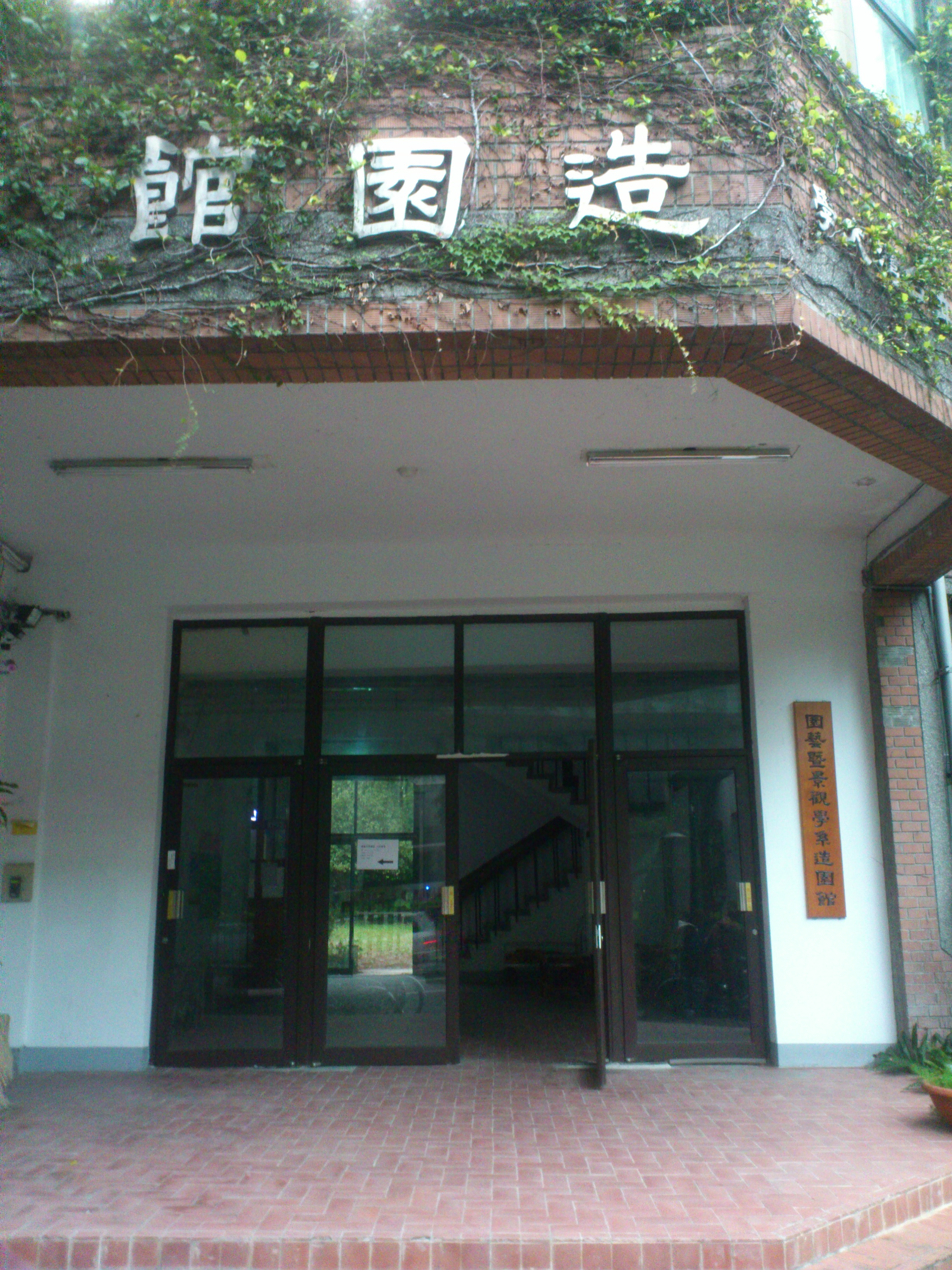
造園館

## 知名人物
- 磯永吉：農藝學教授
- 素木得一：昆蟲學教授
- 松本巍：植物病理學教授
- 藍詠馨：第59屆金鐘獎得主
- 吳沁婕：昆蟲學教師暨創作者
- 徐堉峰：鱗翅目昆蟲學家，現任台師大生命科學系生態組教授
- 李登輝：前任中華民國總統
- 劉乃潔：現任台大獸醫系助理教授（台大五姬之一）
- 陳吉仲：第一任中華民國農業部部長
- 林惠嘉：分子生物學家
- 楊祥發：植物學家，以色列沃爾夫農業獎得主
- 東方白：台灣大河小說作家

## 附註
1. ↑  .   [2024-06-01]. （原始内容存档于2024-02-26）.
2. ↑  . 公視新聞網. 2011-08-02  [2024-06-12].
3. ↑  .   [2024-06-01]. （原始内容存档于2023-11-29）.